# Tommy Holmgren
Tommy Holmgren (født 9. januar 1959 i Palohuornas, Sverige) er en svensk tidligere fodboldspiller (midtbane), der mellem 1981 og 1986 spillede 26 kampe for Sveriges landshold. På klubplan spillede han for IFK Göteborg i hjemlandet. Her var han med til at vinde fire svenske mesterskaber, tre udgaver af Svenska Cupen samt to UEFA Cup-titler.
Holmgren er bror til en anden svensk tidligere landsholdspiller Tord Holmgren.

## Titler
Allsvenskan
- 1982, 1983, 1984 og 1987 med IFK Göteborg

Svenska Cupen
- 1979, 1982 og 1983 med IFK Göteborg

UEFA Cuppen
- 1982 og 1987 med IFK Göteborg